# Toe-loop
Il Toe-loop (detto anche Toe dagli anglofoni) è il salto puntato più semplice del pattinaggio artistico; è il secondo salto che si insegna nel pattinaggio artistico dopo il "semplice" o "salto del tre".

## Tecnica
È comunemente eseguito (se si è "destrimani" e quindi si esegue la rotazione in senso antiorario) partendo da un filo interno destro avanti ed eseguendo un tre interno destro quindi si puntano i dentini del pattino sinistro ben dietro il pattino destro. Il peso, tuttavia, resta sulla gamba destra per tutta la durata del caricamento; la gamba sinistra non tira a sé l'altra gamba ma resta semplicemente appoggiata. Giunta la gamba destra davanti alla sinistra, il peso passa sulla gamba sinistra che si estende, mentre la gamba destra viene lanciata in una posizione detta ad "h", il braccio sinistro chiude il gomito stretto verso il corpo, l'altro chiude. Si atterra sul filo destro esterno indietro e contemporaneamente si aprono le braccia.
Un altro ingresso consiste nell'eseguire un tre esterno sinistro (che dà più rotazione), poggiare il piede destro e puntare.
Il toe loop è considerato il salto più semplice non solo perché i pattinatori usano la punta dell'altro piede per aiutarsi a eseguirlo, ma i loro fianchi sono già rivolti nella direzione in cui ruoteranno. Il toe loop è il salto a cui è più facile aggiungere rotazioni perché lo stacco assistito dalla punta dona potenza al salto e perché i pattinatori girano il corpo verso il piede che assiste lo stacco, il che riduce leggermente la rotazione necessaria in aria. È il salto eseguito più spesso come il secondo salto nelle combinazioni. È anche il salto tentato più spesso, così come "the most commonly cheated on take off jump" (il salto in cui è più frequente uno stacco scorretto), o anche un salto in cui la prima rotazione inizia sul ghiaccio piuttosto che in aria.

## Storia del salto
Il suo inventore fu l'americano Bruce Mapes, che lo ideò nel 1920.
Thomas Litz fu il primo ad eseguire un triplo Toe-loop (tre rotazioni complete eseguite in aria) ai World Figure Skating Championships del 1964, mentre Kurt Browning eseguì per la prima volta un quadruplo Toe-loop ai campionati mondiali del 1988.
Al giorno d'oggi molti pattinatori uomini di alto livello presentano nei loro programmi di gara il quadruplo toe-loop; la prima donna ad aver eseguito questo salto è la russa Aleksandra Trusova.
Primati
| Abbr.     | Jump element                              | Skater             | Nation      | Event                                    | Ref.        |
| --------- | ----------------------------------------- | ------------------ | ----------- | ---------------------------------------- | ----------- |
| 3T        | Triplo toe loop                           | Thomas Litz        | Stati Uniti | Campionato del mondo 1964                | *           |
| 4T        | Quadruplo toe loop (uomini)               | Kurt Browning      | Canada      | Campionato del mondo 1988                | **          |
| 4T        | Quadruplo toe loop (donne)                | Aleksandra Trusova | Russia      | Campionato del mondo juniores 2018       | [ 6 ] [ 8 ] |
| 4T+2T     | Quad toe loop-doppio toe loop             | Elvis Stojko       | Canada      | Campionato del mondo 1991                | [ 6 ]       |
| 4T+3T     | Quad toe loop-triplo toe loop (uomini)    | Elvis Stojko       | Canada      | Campionato del mondo 1991                | [ 6 ]       |
| 4T+3T     | Quad toe loop-triple toe loop (donne)     | Aleksandra Trusova | Russia      | Grand Prix ISU juniores in Lituania 2018 | [ 9 ]       |
| 4T+3T+2Lo | Quad toe loop-triplo toe loop-doppio loop | Evgeni Plushenko   | Russia      | NHK Trophy 1999                          | [ 6 ]       |
| 4T+3T+3Lo | Quad toe loop-triplo toe loop-triplo loop | Evgeni Plushenko   | Russia      | Cup of Russia 2002                       | [ 6 ]       |
| 4T+1Eu+3S | Quad toe loop-Euler-triplo Salchow        | Alexei Yagudin     | Russia      | Skate Canada International 2001          | [ 10 ]      |
| 4T+1Eu+3F | Quad toe loop-Euler-triplo flip           | Yuzuru Hanyu       | Giappone    | Skate Canada International 2019          | [ 11 ]      |
| 4T+3A+SEQ | Quad toe loop-triplo Axel                 | Yuzuru Hanyu       | Giappone    | Grand Prix di Helsinki 2018              | [ 12 ]      |
| 4S+3T     | Quad Salchow-triplo toe loop              | Timothy Goebel     | Stati Uniti | Skate America 1999                       | [ 13 ]      |
| 4Lz+3T    | Quad lutz-triple toe loop                 | Jin Boyang         | Cina        | Cup of China 2015                        | [ 6 ]       |
| 3A+4T     | Triplo Axel-quad toe loop                 | Mikhail Shaidorov  | Kazakistan  | Grand Prix de France 2024                | [ 14 ]      |

*  Non è possibile stabilire con certezza chi sia stata la prima donna a eseguire un triplo toe loop.
** Al Campionato europeo del 1986 Jozef Sabovčík ha atterrato un quadruplo toe loop. Il salto, approvato in un primo momento, in seguito è stato ritenuto non valido perché all'atterraggio il pattinatore ha toccato il ghiaccio con il piede libero.

## Il Toe-loop nel pattinaggio artistico a rotelle
Nel pattinaggio artistico a rotelle il toe-loop viene eseguito con l'ausilio del puntale: è il salto da un giro più semplice di tutti anche grazie al fatto che è possibile sfruttare la puntata per girare di più sul freno e meno in fase di volo. A tal proposito ci sono state varie discussioni da parte dei giudici, specialmente per il doppio toe-loop, per quanto riguarda la sua interezza. C'erano infatti giudici che premiavano atlete che portavano in gara doppi toe-loop nei quali più di mezza rotazione è sul puntale in fase di stacco, il che lo rende molto più facile rispetto ad un doppio toe-loop eseguito con la puntata cosiddetta "chiusa" e quindi eseguendo effettivamente due giri.